# Campeonato de Primera B 2001-02 (Argentina)
El Torneo Primera B 2001-02 fue la LXIX edición del campeonato de Primera B del fútbol argentino en el orden de los clubes directamente afiliados a la AFA. Dio comienzo el 21 de agosto de 2001 y finalizó el 6 de julio de 2002. Fue disputado por 22 equipos.
Los nuevos equipos participantes fueron: el ascendido de la Primera C, Ituzaingó y los descendidos de la Primera B Nacional 2000/01 Ferro Carril Oeste, Estudiantes (BA), San Miguel y All Boys, los primeros dos, peores promedios de los equipos metropolitanos de la Primera B Nacional y los últimos dos, peores promedios descontando los descensos zonales (según si los equipos eran de la Zona Metropolitana o de la Zona Interior).
El campeón y único ascendido fue Deportivo Español quien venció en la final del torneo a Ferro Carril Oeste, ganador de la fase regular.

## Ascensos y descensos
| Posición | Descendidos de la Primera B 2000-01 |
| -------- | ----------------------------------- |
| 19.º     | Berazategui                         |
| 20.º     | Colegiales                          |

| Posición | Ascendido de la Primera C 2000-01 |
| -------- | --------------------------------- |
| Campeón  | Ituzaingó                         |

| Posición | Ascendido a la Primera B Nacional 2001-02 |
| -------- | ----------------------------------------- |
| Campeón  | Defensores de Belgrano                    |

| Posición | Descendidos de la Primera B Nacional 2000-01 |
| -------- | -------------------------------------------- |
| 24.º     | All Boys                                     |
| 25.º     | San Miguel                                   |
| 28.º     | Estudiantes (BA)                             |
| 30.º     | Ferro Carril Oeste                           |

- De esta manera, el número de equipos aumentó a 22.

## Equipos participantes
| Equipo               | Localidad            | Estadio                       | Capacidad |
| -------------------- | -------------------- | ----------------------------- | --------- |
| All Boys             | Buenos Aires         | Islas Malvinas                | 15.000    |
| Almirante Brown      | Isidro Casanova      | Fragata Presidente Sarmiento  | 25 000    |
| Argentino de Quilmes | Quilmes              | Argentino de Quilmes          | 7000      |
| Argentino (R)        | Rosario              | José Martín Olaeta            | 6800      |
| Atlanta              | Buenos Aires         | Don León Kolbovsky            | 14.000    |
| Brown de Adrogué     | Adrogué              | Lorenzo Arandilla             | 4500      |
| Def. de Cambaceres   | Ensenada             | 12 de Octubre                 | 8500      |
| Deportivo Armenio    | Ingeniero Maschwitz  | Armenia                       | 10.500    |
| Deportivo Español    | Buenos Aires         | Nueva España                  | 35.000    |
| Deportivo Merlo      | Merlo                | José Manuel Moreno            | 7500      |
| Deportivo Morón      | Morón                | Nuevo Francisco Urbano        | 32 000    |
| Estudiantes          | Caseros              | Ciudad de Caseros             | 16 740    |
| Ferro Carril Oeste   | Buenos Aires         | Arquitecto Ricardo Etcheverri | 28200     |
| Flandria             | Jáuregui             | Carlos V                      | 5000      |
| Ituzaingó            | Ituzaingó            | Ituzaingó                     | 3500      |
| San Miguel           | Los Polvorines       | Malvinas Argentinas           | 11.000    |
| San Telmo            | Dock Sud             | Dr. Osvaldo Baletto           | 5500      |
| Sarmiento de Junín   | Junín                | Eva Perón                     | 22.000    |
| Sportivo Italiano    | Ciudad Evita         | República de Italia           | 7000      |
| Talleres             | Remedios de Escalada | Talleres                      | 15 000    |
| Temperley            | Turdera              | Alfredo Beranger              | 22.000    |
| Tristán Suárez       | Tristán Suárez       | 20 de Octubre                 | 15 000    |

### Distribución geográfica de los equipos
| Región                                   | Cant. | Equipos |
| ---------------------------------------- | ----- | --- |
| Conurbano bonaerense                     | 14    | Almirante Brown, Argentino de Quilmes, Brown de Adrogué, Deportivo Armenio, Deportivo Merlo, Deportivo Morón, Estudiantes (BA), Ituzaingó, San Miguel, San Telmo, Sportivo Italiano, Talleres, Temperley y Tristán Suárez |
| Ciudad de Buenos Aires                   | 4     | All Boys, Atlanta, Deportivo Español y Ferro Carril Oeste |
| Interior de la provincia de Buenos Aires | 2     | Flandria y Sarmiento (Junín) |
| Ciudad de Rosario                        | 1     | Argentino |
| Gran La Plata                            | 1     | Defensores de Cambaceres |

## Formato

### Competición
Los 22 equipos disputaron un torneo largo de 42 fechas por el sistema de todos contra todos, ida y vuelta.

### Ascensos
Los equipos ubicados en el primer y segundo lugar de la tabla de posiciones final lograron la clasificación a las semifinales del Torneo Reducido, mientras que los equipos ubicados entre el tercer y el décimo lugar se clasificaron a los octavos de final. El ganador del reducido obtuvo el único ascenso directo que otorgó la categoría en esta temporada.

### Descensos
El promedio se calculaba sumando los puntos obtenidos en la fase regular de los torneos de 1999/00, 2000/01 y 2001/02, dividiendo por estas 3 temporadas. Los equipos que ocuparon los dos últimos lugares de la tabla de promedios descendieron a la Primera C.

## Tabla de posiciones
| Pos | Equipo               | Pts | PJ | PG | PE | PP | GF | GC | DIF |
| --- | -------------------- | --- | -- | -- | -- | -- | -- | -- | --- |
| 1º  | Ferro Carril Oeste   | 81  | 42 | 24 | 9  | 9  | 79 | 34 | 45  |
| 2º  | Deportivo Español    | 75  | 42 | 20 | 15 | 7  | 72 | 46 | 26  |
| 3º  | Estudiantes (BA)     | 73  | 42 | 21 | 10 | 11 | 63 | 54 | 9   |
| 4º  | Sportivo Italiano    | 72  | 42 | 21 | 9  | 12 | 66 | 45 | 21  |
| 5º  | Brown de Adrogué     | 67  | 42 | 19 | 10 | 13 | 71 | 52 | 19  |
| 6º  | Deportivo Armenio    | 65  | 42 | 16 | 17 | 9  | 63 | 46 | 17  |
| 7º  | Almirante Brown      | 64  | 42 | 18 | 16 | 8  | 58 | 44 | 14  |
| 8º  | All Boys             | 62  | 42 | 18 | 11 | 13 | 69 | 54 | 15  |
| 9º  | Flandria             | 62  | 42 | 16 | 14 | 12 | 52 | 45 | 7   |
| 10º | Deportivo Morón      | 61  | 42 | 15 | 16 | 11 | 53 | 44 | 9   |
| 11º | Argentino (R)        | 60  | 42 | 17 | 9  | 16 | 45 | 43 | 2   |
| 12º | Argentino de Quilmes | 59  | 42 | 16 | 11 | 15 | 55 | 56 | -1  |
| 13º | Temperley            | 58  | 42 | 15 | 16 | 11 | 49 | 47 | 2   |
| 14º | Talleres (RE)        | 54  | 42 | 13 | 15 | 14 | 55 | 62 | -7  |
| 15º | Sarmiento de Junín   | 53  | 42 | 15 | 8  | 19 | 61 | 71 | -10 |
| 16º | San Miguel           | 52  | 42 | 13 | 13 | 16 | 53 | 54 | -1  |
| 17º | Def. de Cambaceres   | 52  | 42 | 13 | 13 | 16 | 52 | 60 | -8  |
| 18º | San Telmo            | 47  | 42 | 11 | 14 | 17 | 41 | 51 | -10 |
| 19º | Tristán Suárez       | 39  | 42 | 9  | 12 | 21 | 54 | 74 | -20 |
| 20º | Atlanta              | 33  | 42 | 8  | 9  | 25 | 37 | 59 | -22 |
| 21º | Deportivo Merlo      | 29  | 42 | 7  | 8  | 27 | 37 | 95 | -58 |
| 22º | Ituzaingó            | 22  | 42 | 3  | 13 | 26 | 34 | 83 | -49 |

|  | Clasificados a semifinales del reducido por el campeonato y el ascenso. |
|  | Clasificados a octavos de final del reducido por el ascenso.            |

## Torneo reducido (octogonal)
|  | Octavos de final    | Octavos de final  | Octavos de final |                    |   | Cuartos de final | Cuartos de final | Cuartos de final |  |  | Semifinales  | Semifinales  | Semifinales  |  |  | Final      | Final      | Final      |
|  | 4/6 al 9/6          | 4/6 al 9/6        | 4/6 al 9/6       |                    |   | 12/6 al 16/6     | 12/6 al 16/6     | 12/6 al 16/6     |  |  | 19/6 al 22/6 | 19/6 al 22/6 | 19/6 al 22/6 |  |  | 29/6 y 6/7 | 29/6 y 6/7 | 29/6 y 6/7 |
|  |                     |                   |                  |                    |   |                  |                  |                  |  |  |              |              |              |  |  |            |            |            |
|  |                     |                   |                  |                    |   |                  |                  |                  |  |  |              |              |              |  |  |            |            |            |
|  |                     |                   |                  |                    |   |                  |                  |                  |  |  |              |              |              |  |  |            |            |            |
|  | Ferro Carril Oeste  |                   |                  |                    |   |                  |                  |                  |  |  |              |              |              |  |  |            |            |            |
|  |                     |                   |                  |                    |   |                  |                  |                  |  |  |              |              |              |  |  |            |            |            |
|  |                     |                   |                  |                    |   |                  |                  |                  |  |  |              |              |              |  |  |            |            |            |
|  | Ferro Carril Oeste  |                   |                  |                    |   |                  |                  |                  |  |  |              |              |              |  |  |            |            |            |
|  |                     |                   |                  |                    |   |                  |                  |                  |  |  |              |              |              |  |  |            |            |            |
|  |                     |                   |                  |                    |   |                  |                  |                  |  |  |              |              |              |  |  |            |            |            |
|  |                     |                   |                  |                    |   |                  |                  |                  |  |  |              |              |              |  |  |            |            |            |
|  |                     |                   |                  |                    |   |                  |                  |                  |  |  |              |              |              |  |  |            |            |            |
|  |                     |                   |                  |                    |   |                  |                  |                  |  |  |              |              |              |  |  |            |            |            |
|  | Ferro Carril Oeste* | 0                 | 1                |                    |   |                  |                  |                  |  |  |              |              |              |  |  |            |            |            |
|  | Ferro Carril Oeste* | 0                 | 1                |                    |   |                  |                  |                  |  |  |              |              |              |  |  |            |            |            |
|  |                     | Brown de Adrogué  | 0                | 1                  |   |                  |                  |                  |  |  |              |              |              |  |  |            |            |            |
|  | Sportivo Italiano   | Brown de Adrogué  | 0                | 1                  | 2 | 2                |                  |                  |  |  |              |              |              |  |  |            |            |            |
|  | Sportivo Italiano   |                   |                  |                    | 2 | 2                |                  |                  |  |  |              |              |              |  |  |            |            |            |
|  | Flandria            | 1                 | 1                |                    |   |                  |                  |                  |  |  |              |              |              |  |  |            |            |            |
|  | Flandria            | 1                 | 1                | Sportivo Italiano  | 3 | 0                |                  |                  |  |  |              |              |              |  |  |            |            |            |
|  |                     |                   |                  |                    | 3 | 0                |                  |                  |  |  |              |              |              |  |  |            |            |            |
|  |                     | Brown de Adrogué  | 3                | 2                  |   |                  |                  |                  |  |  |              |              |              |  |  |            |            |            |
|  | Brown de Adrogué    | Brown de Adrogué  | 3                | 2                  | 1 | 2                |                  |                  |  |  |              |              |              |  |  |            |            |            |
|  | Brown de Adrogué    |                   |                  |                    | 1 | 2                |                  |                  |  |  |              |              |              |  |  |            |            |            |
|  | All Boys            | 2                 | 0                |                    |   |                  |                  |                  |  |  |              |              |              |  |  |            |            |            |
|  | All Boys            | 2                 | 0                | Ferro Carril Oeste | 1 | 1                |                  |                  |  |  |              |              |              |  |  |            |            |            |
|  |                     |                   |                  |                    | 1 | 1                |                  |                  |  |  |              |              |              |  |  |            |            |            |
|  |                     | Deportivo Español | 3                | 0                  |   |                  |                  |                  |  |  |              |              |              |  |  |            |            |            |
|  | Estudiantes (BA)*   | Deportivo Español | 3                | 0                  | 1 | 2                |                  |                  |  |  |              |              |              |  |  |            |            |            |
|  | Estudiantes (BA)*   |                   |                  |                    | 1 | 2                |                  |                  |  |  |              |              |              |  |  |            |            |            |
|  | Deportivo Morón     | 3                 | 0                |                    |   |                  |                  |                  |  |  |              |              |              |  |  |            |            |            |
|  | Deportivo Morón     | 3                 | 0                | Estudiantes (BA)   | 2 | 2                |                  |                  |  |  |              |              |              |  |  |            |            |            |
|  |                     |                   |                  |                    | 2 | 2                |                  |                  |  |  |              |              |              |  |  |            |            |            |
|  |                     | Deportivo Armenio | 0                | 2                  |   |                  |                  |                  |  |  |              |              |              |  |  |            |            |            |
|  | Deportivo Armenio*  | Deportivo Armenio | 0                | 2                  | 0 | 0                |                  |                  |  |  |              |              |              |  |  |            |            |            |
|  | Deportivo Armenio*  |                   |                  |                    | 0 | 0                |                  |                  |  |  |              |              |              |  |  |            |            |            |
|  | Almirante Brown     | 0                 | 0                |                    |   |                  |                  |                  |  |  |              |              |              |  |  |            |            |            |
|  | Almirante Brown     | 0                 | 0                | Deportivo Español* | 0 | 0                |                  |                  |  |  |              |              |              |  |  |            |            |            |
|  |                     |                   |                  |                    | 0 | 0                |                  |                  |  |  |              |              |              |  |  |            |            |            |
|  |                     | Estudiantes (BA)  | 0                | 0                  |   |                  |                  |                  |  |  |              |              |              |  |  |            |            |            |
|  |                     | Estudiantes (BA)  | 0                | 0                  |   |                  |                  |                  |  |  |              |              |              |  |  |            |            |            |
|  |                     |                   |                  |                    |   |                  |                  |                  |  |  |              |              |              |  |  |            |            |            |
|  |                     |                   |                  |                    |   |                  |                  |                  |  |  |              |              |              |  |  |            |            |            |
|  |                     |                   |                  |                    |   |                  |                  |                  |  |  |              |              |              |  |  |            |            |            |
|  |                     |                   |                  |                    |   |                  |                  |                  |  |  |              |              |              |  |  |            |            |            |
|  |                     | Deportivo Español |                  |                    |   |                  |                  |                  |  |  |              |              |              |  |  |            |            |            |
|  |                     |                   |                  |                    |   |                  |                  |                  |  |  |              |              |              |  |  |            |            |            |
|  |                     |                   |                  |                    |   |                  |                  |                  |  |  |              |              |              |  |  |            |            |            |
|  | Deportivo Español   |                   |                  |                    |   |                  |                  |                  |  |  |              |              |              |  |  |            |            |            |

El equipo situado arriba es local en el partido de vuelta.
(*) Clasificado por ventaja deportiva.
Deportivo Español salió campeón y ascendió a la Primera B Nacional

## Tabla de Promedios
| Pos | Equipo               | 1999/00 | 2000/01 | 2001/02 | Pts | PJ  | Promedio |
| 1º  | Ferro Carril Oeste   | 0       | 0       | 81      | 81  | 42  | 1,928    |
| 2º  | Estudiantes (BA)     | 59      | 0       | 73      | 132 | 75  | 1,760    |
| 3º  | Sportivo Italiano    | 59      | 58      | 72      | 189 | 114 | 1,657    |
| 4º  | Brown de Adrogué     | 60      | 59      | 67      | 186 | 114 | 1,631    |
| 5º  | Deportivo Español    | 0       | 54      | 75      | 129 | 80  | 1,612    |
| 6º  | Almirante Brown      | 45      | 65      | 64      | 174 | 114 | 1,526    |
| 7º  | Sarmiento de Junín   | 47      | 72      | 53      | 172 | 114 | 1,508    |
| 8º  | Temperley            | 0       | 62      | 58      | 120 | 80  | 1,500    |
| 9º  | San Telmo            | 53      | 69      | 47      | 169 | 114 | 1,482    |
| 10º | All Boys             | 0       | 0       | 62      | 62  | 42  | 1,476    |
| 11º | Argentino de Quilmes | 47      | 56      | 59      | 162 | 114 | 1,421    |
| 12º | Deportivo Morón      | 0       | 45      | 61      | 106 | 80  | 1,325    |
| 13º | Flandria             | 53      | 34      | 62      | 149 | 114 | 1,307    |
| 14º | Def. de Cambaceres   | 40      | 53      | 52      | 145 | 114 | 1,271    |
| 15º | Tristán Suárez       | 49      | 57      | 39      | 145 | 114 | 1,271    |
| 16º | Deportivo Armenio    | 35      | 42      | 65      | 142 | 114 | 1,245    |
| 17º | Talleres (RE)        | 37      | 51      | 54      | 142 | 114 | 1,245    |
| 18º | San Miguel           | 0       | 0       | 52      | 52  | 42  | 1,238    |
| 19º | Argentino (R)        | 0       | 28      | 60      | 88  | 80  | 1,100    |
| 20º | Atlanta              | 50      | 36      | 33      | 119 | 114 | 1,043    |
| 21º | Deportivo Merlo      | 0       | 49      | 29      | 78  | 80  | 0,975    |
| 22º | Ituzaingó            | 0       | 0       | 22      | 22  | 42  | 0,523    |

|  | Descendieron directamente a la Primera C |